# منتخب تونس لكرة القدم للمحليين
منتخب تونس لكرة القدم للمحليين (بالفرنسية: 'Équipe de Tunisie de football A)‏، هو المنتخب الوطني المحلي الذي يمثل الجمهورية التونسية في رياضة كرة القدم، وذلك منذ أن لعب مباراته الأولى في 30 مارس 2008 ضد منتخب ليبيا والتي انتهت بالتعادل 1–1.
وهو منتخب عضو في الاتحاد الدولي لكرة القدم دولياً والاتحاد الأفريقي لكرة القدم قارياً تشرف عليه الجامعة التونسية لكرة القدم التي تأسست في 29 مارس 1957 بعد استقلال تونس عن فرنسا في 20 مارس 1956. يلقب منتخب تونس باسم نسور قرطاج، ألوان الفريق حمراء وبيضاء مماثلة لألوان علم تونس، ورمزه العقاب الرخماء. المنتخب المحلي التونسي لكرة القدم مفتوح فقط للاعبي الرابطة التونسية المحترفة الأولى. فاز الفريق بلقب بطولة أمم أفريقيا للمحليين في نسخة 2011 التي أقيمت في السودان.

## التاريخ
بداية من 2011 تميزت تونس بالثورة. لعبت تونس في التصفيات مبارتين ذهاب وإياب ضد المغرب وتفوقت 1–1 ذهابا في الملعب الأولمبي برادس و 2–2 إيابا بعد مباراة مثيرة في المركب الرياضي محمد الخامس بفضل أهداف صابر خليفة ومهدي مرياح تحقق التأهل ولأول مرة تتواجد تونس في بطولة أمم أفريقيا للمحليين. وبدون التحضير، يطير الفريق تحت قيادة سامي طرابلسي لبطولة أمم أفريقيا للمحليين التي تنظم في السودان. بعد دور المجموعات حيث أنتهى بسهولة لأول مرة، تعادل ضد أنغولا 1–1 إنتصار ضد رواندا 3–1 وإنتصار آخر ضد السنغال 2–0، واجهت تونس في الدور ربع النهائي جمهورية الكونغو الديمقراطية المدافع عن اللقب وفازت 1–0. في نصف النهائي، وجدت الجزائر، بعد معركة لمدة ساعتين ونهاية الوقت الأصلي والإضافي بنتيجة 1–1، تأهلت تونس عبر ركلات الترجيح 5–3. في المباراة النهائية، وجدت أنغولا وسهولة الفوز بالمباراة والتتويج باللقب بنتيجة 3–0. كما تم إختيار زهير الذوادي كأفضل لاعب في البطولة وأفضل هداف.
كانت تصفيات بطولة أمم إفريقيا للمحليين 2016 تحت إشراف هنري كاسبرزاك سيئة نوعا ما، في مجموعة متكونة ليبيا والمغرب، فازت تونس في مباراة وتعادلت في مباراة وخسرت مبارتين ومع ذالك تأهلت تونس إلى النهائيات. حاتم الميساوي هو الذي يقود الفريق في رواندا، في دور المجموعات التعادل في مبارتين 2–2 ضد غينيا، 1–1 أمام نيجيريا وانتصار كبير على النيجر بنتيجة 0–5 أكبر انتصار في تاريخ البطولة، ولكن يتم إقصاء تونس في الدور ربع النهائي من قبل مالي بعد الهزيمة 1–2. في النسخة التالية أعلنت الجامعة التونسية لكرة القدم أن تونس لن تشارك في بطولة أمم أفريقيا للمحليين 2018 بسبب مشاركة المنتخب الأول في كأس العالم 2018.
في تصفيات بطولة أمم أفريقيا للمحليين 2020 واجهت تونس ليبيا، لعبت مباراتين ذهاب وإياب، فازت تونس في المباراة الأولى 1–0 في الملعب الأولمبي برادس وفازت أيضا في المباراة الثانية 1–2 في ملعب أبو بكر عمار في المغرب، سجل أنيس بدري أهداف تونس في المبارتين. تأهل المنتخب التونسي لنهائيات بطولة أمم أفريقيا للمحليين 2020، لكن في 20 ديسمبر 2019 تم سحب التأهل من الجامعة التونسية لكرة القدم بسبب كثافة المباريات.

## المشاركات

### بطولة أمم أفريقيا للمحليين

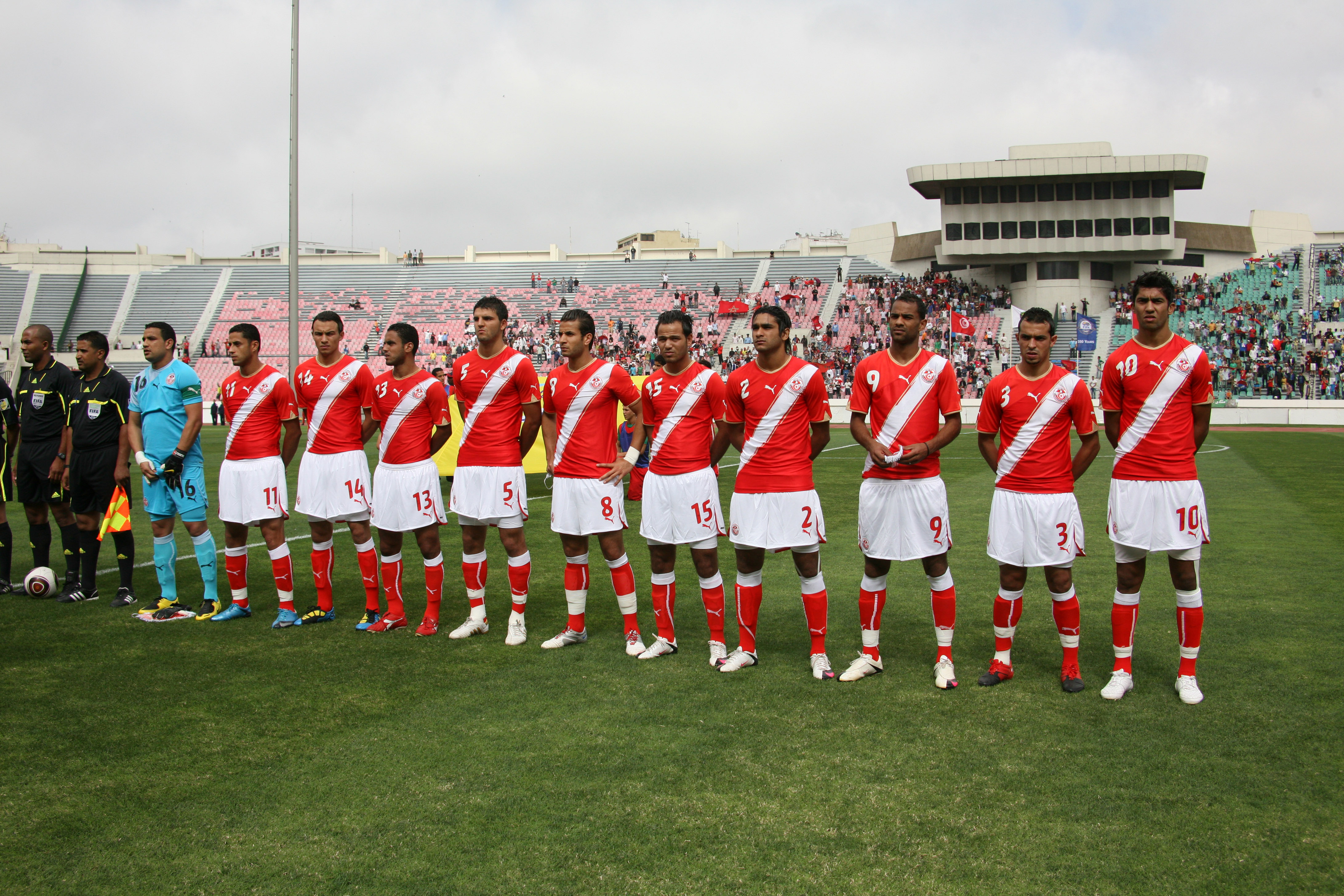
لاعبو تونس المحليين قبل مواجهة المغرب يوم 5 يونيو 2010 في ملعب محمد الخامس ضمن تصفيات بطولة أمم أفريقيا للمحليين 2011. الدراجي، البرقاوي، خليفة، العيفة، الذوادي، القربي، بن يوسف، بن يحيى، الهمامي، مرياح ومثلوثي. إنتهت المباراة بالتعادل (2–2)

شاركت تونس في نسختين من بطولة الأمم الأفريقية للمحليين. في نسخة عام 2009، يتم تمثيلها من قبل المنتخب الأولمبي، تحت إشراف منذر الكبير. يتم إقصاء على تونس في مرحلة التأهل. في عام 2011، تحت إشراف سامي الطرابلسي، تأهلت للنهائيات. تونس تفوز بالبطولة الأفريقية بفوزها على أنغولا في المباراة النهائية. في عام 2014، تحت إشراف نبيل معلول، تم استبعادها في مرحلة التأهل. في نسخة عام 2016، تحت إشراف هنري كاسبرزاك، تتأهل تونس للنهائيات. ومع ذلك، فإن حاتم الميساوي هو الذي يقود الفريق في رواندا. يتم إقصاء على تونس في الدور ربع النهائي من قبل مالي. أعلنت الجامعة التونسية لكرة القدم أن تونس لن تشارك في بطولة أمم أفريقيا للمحليين 2018 بسبب المشاركة في كأس العالم.
وهذا جدول يبين مسيرة المنتخب في البطولة:   البطل    الوصيف    المركز الثالث     المركز الرابع    — المضيف
| سجل المشاركات في بطولة أمم أفريقيا للمحليين | سجل المشاركات في بطولة أمم أفريقيا للمحليين | سجل المشاركات في بطولة أمم أفريقيا للمحليين | سجل المشاركات في بطولة أمم أفريقيا للمحليين | سجل المشاركات في بطولة أمم أفريقيا للمحليين | سجل المشاركات في بطولة أمم أفريقيا للمحليين | سجل المشاركات في بطولة أمم أفريقيا للمحليين | سجل المشاركات في بطولة أمم أفريقيا للمحليين | سجل المشاركات في بطولة أمم أفريقيا للمحليين |               | سجل تصفيات بطولة أمم أفريقيا للمحليين | سجل تصفيات بطولة أمم أفريقيا للمحليين | سجل تصفيات بطولة أمم أفريقيا للمحليين | سجل تصفيات بطولة أمم أفريقيا للمحليين | سجل تصفيات بطولة أمم أفريقيا للمحليين | سجل تصفيات بطولة أمم أفريقيا للمحليين | سجل تصفيات بطولة أمم أفريقيا للمحليين |
| النسخة                                      | الجولة                                      | المركز                                      | لعب                                         | فاز                                         | عدل                                         | خسر                                         | له                                          | عليه                                        | لعب           | فاز                                   | عدل                                   | خسر                                   | له                                    | عليه                                  | مصادر                                 |                                       |
| ------------------------------------------- | ------------------------------------------- | ------------------------------------------- | ------------------------------------------- | ------------------------------------------- | ------------------------------------------- | ------------------------------------------- | ------------------------------------------- | ------------------------------------------- | ------------- | ------------------------------------- | ------------------------------------- | ------------------------------------- | ------------------------------------- | ------------------------------------- | ------------------------------------- | ------------------------------------- |
| 2009                                        | لم يتأهل                                    | لم يتأهل                                    | لم يتأهل                                    | لم يتأهل                                    | لم يتأهل                                    | لم يتأهل                                    | لم يتأهل                                    | لم يتأهل                                    | 2             | 0                                     | 2                                     | 0                                     | 2                                     | 2                                     | [ 22 ]                                |                                       |
| 2011                                        | البطل                                       | 1                                           | 6                                           | 4                                           | 2                                           | 0                                           | 11                                          | 3                                           | 2             | 0                                     | 2                                     | 0                                     | 3                                     | 3                                     | [ 23 ]                                |                                       |
| 2014                                        | لم يتأهل                                    | لم يتأهل                                    | لم يتأهل                                    | لم يتأهل                                    | لم يتأهل                                    | لم يتأهل                                    | لم يتأهل                                    | لم يتأهل                                    | 2             | 0                                     | 1                                     | 1                                     | 0                                     | 1                                     | [ 24 ]                                |                                       |
| 2016                                        | الربع النهائي                               | 8                                           | 4                                           | 1                                           | 2                                           | 1                                           | 9                                           | 5                                           | 4             | 1                                     | 1                                     | 2                                     | 4                                     | 5                                     | [ 25 ]                                |                                       |
| 2018                                        | لم يشارك                                    | لم يشارك                                    | لم يشارك                                    | لم يشارك                                    | لم يشارك                                    | لم يشارك                                    | لم يشارك                                    | لم يشارك                                    | لم يشارك      | لم يشارك                              | لم يشارك                              | لم يشارك                              | لم يشارك                              | لم يشارك                              | [ 26 ]                                |                                       |
| 2020                                        | إنسحب بعد التأهل                            | إنسحب بعد التأهل                            | إنسحب بعد التأهل                            | إنسحب بعد التأهل                            | إنسحب بعد التأهل                            | إنسحب بعد التأهل                            | إنسحب بعد التأهل                            | إنسحب بعد التأهل                            | 2             | 2                                     | 0                                     | 0                                     | 3                                     | 1                                     | [ 28 ]                                |                                       |
| 2022                                        | يحدد فيما بعد                               | يحدد فيما بعد                               | يحدد فيما بعد                               | يحدد فيما بعد                               | يحدد فيما بعد                               | يحدد فيما بعد                               | يحدد فيما بعد                               | يحدد فيما بعد                               | يحدد فيما بعد | يحدد فيما بعد                         | يحدد فيما بعد                         | يحدد فيما بعد                         | يحدد فيما بعد                         | يحدد فيما بعد                         | —                                     |                                       |
| المجموع                                     | البطل                                       | 1/2                                         | 10                                          | 5                                           | 4                                           | 1                                           | 20                                          | 8                                           | 12            | 1                                     | 6                                     | 3                                     | 9                                     | 11                                    | —                                     |                                       |

1. ↑  شاركة تونس في تصفيات بطولة أمم أفريقيا للمحليين 2009 بواسطة منتخب تونس الأولمبي لكرة القدم حيث لعب مبارتين ضد ليبيا ذهابا (1–1) وإيابا (1–1) وخسر بركلات الجزاء الترجيحية (6–5).
2. ↑  تأهل ضد ليبيا بعد الفوز في مبارتين في التصفيات ذهابا 1–0 وإيابا 1–2، وبسبب تأخير موعد بداية الدورة من يناير إلي أبريل تم سحب الترشح من الجامعة التونسية لكرة القدم يوم 20 ديسمبر 2019 بسبب ضغط الرزنامة.[27]

## الألقاب والجوائز

تتويج تونس ببطولة أمم أفريقيا للمحليين 2011.

### الألقاب
- بطولة أمم أفريقيا للمحليين

البطل:  2011

### جوائز اللاعبين
- هداف بطولة أمم أفريقيا للمحليين

2011: زهير الذوادي.
2011: سلامة القصداوي.
2016: أحمد العكايشي.
- جائزة أفضل لاعب في بطولة أمم أفريقيا للمحليين

2011: زهير الذوادي.
- التشكيلة المثالية في بطولة أمم أفريقيا للمحليين

2016: أحمد العكايشي

## النتائج
| رقم | التاريخ        | المكان                | الخصم   | النتيجة      | المنافسة                               | مسجلوا الأهداف                                    |
| --- | -------------- | --------------------- | ------- | ------------ | -------------------------------------- | ------------------------------------------------- |
| 1   | 30 مارس 2008   | طرابلس، ليبيا         | ليبيا   | 1–1          | تصفيات بطولة أمم أفريقيا للمحليين 2009 | المويهبي ؟'                                       |
| 2   | 13 أبريل 2008  | تونس، تونس            | ليبيا   | 1–1 (5–6 ج.) | تصفيات بطولة أمم أفريقيا للمحليين 2009 | مصراطي ؟'                                         |
| 3   | 23 مايو 2010   | سوسة، تونس            | المغرب  | 1–1          | تصفيات بطولة أمم أفريقيا للمحليين 2011 | الجمل ؟'                                          |
| 4   | 5 يونيو 2010   | الدار البيضاء، المغرب | المغرب  | 2–2          | تصفيات بطولة أمم أفريقيا للمحليين 2011 | خليفة ؟' مرياح ؟' (ركلة.)                         |
| 5   | 7 فبراير 2011  | بورتسودان، السودان    | أنغولا  | 1–1          | بطولة أمم أفريقيا للمحليين 2011        | المساكني 7'                                       |
| 6   | 11 فبراير 2011 | بورتسودان، السودان    | رواندا  | 3–1          | بطولة أمم أفريقيا للمحليين 2011        | الدراجي 21' القصداوي 32' الذوادي 44'              |
| 7   | 15 فبراير 2011 | بورتسودان، السودان    | السنغال | 2–0          | بطولة أمم أفريقيا للمحليين 2011        | القصداوي 45' القربي 88'                           |
| 8   | 19 فبراير 2011 | الخرطوم، السودان      | الكونغو | 1–0          | بطولة أمم أفريقيا للمحليين 2011        | الذوادي 50'                                       |
| 9   | 22 فبراير 2011 | الخرطوم، السودان      | الجزائر | 1–1 (5–3 ج.) | بطولة أمم أفريقيا للمحليين 2011        | القصداوي 18'                                      |
| 10  | 25 فبراير 2011 | أم درمان، السودان     | أنغولا  | 3–0          | بطولة أمم أفريقيا للمحليين 2011        | تراوي 47' الذوادي 73' الدراجي 80'                 |
| 11  | 6 يوليو 2013   | سوسة، تونس            | المغرب  | 0–1          | تصفيات بطولة أمم أفريقيا للمحليين 2014 | —                                                 |
| 12  | 13 يوليو 2013  | طنجة، المغرب          | المغرب  | 0–0          | تصفيات بطولة أمم أفريقيا للمحليين 2014 | —                                                 |
| 13  | 15 يونيو 2015  | الدار البيضاء، المغرب | المغرب  | 1–1          | تصفيات بطولة أمم أفريقيا للمحليين 2016 | العواضي 40'                                       |
| 14  | 18 يونيو 2015  | الدار البيضاء، المغرب | ليبيا   | 0–1          | تصفيات بطولة أمم أفريقيا للمحليين 2016 | —                                                 |
| 15  | 18 أكتوبر 2015 | رادس، تونس            | ليبيا   | 1–0          | تصفيات بطولة أمم أفريقيا للمحليين 2016 | بقير 75'                                          |
| 16  | 26 أكتوبر 2015 | رادس، تونس            | المغرب  | 2–3          | تصفيات بطولة أمم أفريقيا للمحليين 2016 | المشاني 28' بقير 80'                              |
| 17  | 18 يناير 2016  | كيغالي، رواندا        | غينيا   | 2–2          | بطولة أمم أفريقيا للمحليين 2016        | العكايشي 33'، 51'                                 |
| 18  | 22 يناير 2016  | كيغالي، رواندا        | نيجيريا | 1–1          | بطولة أمم أفريقيا للمحليين 2016        | العكايشي 70'                                      |
| 19  | 26 يناير 2016  | كيغالي، رواندا        | النيجر  | 5–0          | بطولة أمم أفريقيا للمحليين 2016        | بقير 5'، 39' العكايشي 79' بن عمر 80' الصيفي 90+2' |
| 20  | 31 يناير 2016  | كيغالي، رواندا        | مالي    | 1–2          | بطولة أمم أفريقيا للمحليين 2016        | منصر 14'                                          |
| 21  | 21 سبتمبر 2019 | رادس، تونس            | ليبيا   | 1–0          | تصفيات بطولة أمم أفريقيا للمحليين 2020 | بدري 55'                                          |
| 22  | 20 أكتوبر 2019 | سلا، المغرب           | ليبيا   | 2–1          | تصفيات بطولة أمم أفريقيا للمحليين 2020 | بدري 13'، 89'                                     |

## اللاعبون

### التشكيلة الحالية
تم استدعاء اللاعبين التالية أسماؤهم لمباريات تصفيات بطولة أمم أفريقيا للمحليين 2020 ضد  ليبيا في 21 سبتمبر و 20 أكتوبر 2021.
| الرقم | المركز | اللاعب              | تاريخ الميلاد (العمر) | لعب | سجل | النادي                    |
| ----- | ------ | ------------------- | --------------------- | --- | --- | ------------------------- |
| 16    | حارس   | غيث اليفرني         | 20 مايو 1998          | 0   | 0   | الاتحاد الرياضي ببنقردان  |
| 22    | حارس   | عاطف الدخيلي        | 4 أبريل 1990          | 0   | 0   | النادي الإفريقي           |
| 1     | حارس   | معز بن شريفية       | 24 يونيو 1991         | 20  | 0   | الترجي الرياضي التونسي    |
| 40    | حارس   | أيمن دحمان          | 28 يناير 1997         | 0   | 0   | النادي الرياضي الصفاقسي   |
| 25    | دفاع   | غازي عبد الرزاق     | 16 أكتوبر 1986        | 0   | 0   | الاتحاد الرياضي ببنقردان  |
| 14    | دفاع   | زياد بوغطاس         | 5 ديسمبر 1990         | 10  | 0   | النجم الرياضي الساحلي     |
| 4     | دفاع   | هاني عمامو          | 16 سبتمبر 1997        | 0   | 0   | النادي الرياضي الصفاقسي   |
| 27    | دفاع   | حمزة المثلوثي       | 25 يوليو 1992         | 20  | 0   | النادي الرياضي الصفاقسي   |
| 19    | دفاع   | وجدي كشريدة         | 5 نوفمبر 1995         | 8   | 0   | النجم الرياضي الساحلي     |
| 5     | دفاع   | شمس الدين الذوادي   | 15 يناير 1987         | 11  | 0   | الترجي الرياضي التونسي    |
| 3     | دفاع   | صدام بن عزيزة       | 8 فبراير 1991         | 1   | 0   | النجم الرياضي الساحلي     |
| 17    | دفاع   | مرتضى بن وناس       | 2 يوليو 1994          | 1   | 0   | النجم الرياضي الساحلي     |
| 15    | وسط    | أحمد خليل           | 21 ديسمبر 1994        | 5   | 0   | النادي الإفريقي           |
| 7     | وسط    | فراس بالعربي        | 27 مايو 1996          | 1   | 0   | النجم الرياضي الساحلي     |
| 26    | وسط    | محمد علي منصر       | 28 أبريل 1991         | 18  | 3   | النادي الرياضي الصفاقسي   |
| 2     | وسط    | مالك بعيو           | 29 أبريل 1999         | 1   | 0   | النجم الرياضي الساحلي     |
| 6     | وسط    | قادي بن شوق         | 12 مارس 1995          | 0   | 0   | النجم الرياضي الساحلي     |
| 18    | وسط    | حمزة الجلاصي        | 29 سبتمبر 1991        | 1   | 0   | النادي الرياضي الصفاقسي   |
| 23    | وسط    | إلياس الجلاصي       | 7 فبراير 1994         | 0   | 0   | الاتحاد الرياضي المنستيري |
| 20    | هجوم   | حسام الحباسي        | 1 يناير 1996          | 0   | 0   | النادي الرياضي البنزرتي   |
| 21    | هجوم   | وجدي الساحلي        | 17 أبريل 1997         | 0   | 0   | النادي الإفريقي           |
| 10    | هجوم   | علاء الدين المرزوقي | 3 يناير 1990          | 1   | 0   | النادي الرياضي الصفاقسي   |
| 9     | هجوم   | أنيس بدري           | 18 سبتمبر 1990        | 24  | 6   | الترجي الرياضي التونسي    |
| 11    | هجوم   | طه ياسين الخنيسي    | 6 يناير 1992          | 40  | 8   | الترجي الرياضي التونسي    |
| 8     | هجوم   | فراس شواط           | 8 مايو 1996           | 10  | 2   | النادي الرياضي الصفاقسي   |

## إحصائيات

### سجل المواجهات
آخر تحديث 20 أكتوبر 2019. حسب مباراة:  ليبيا (20 أكتوبر 2019)
المفتاح:
  حصيلة إجابية   حصيلة متوسطة   حصيلة سلبية
يتم تصنيف هذه المباريات بشكل منفصل لأنها تعارض الفرق مع لاعبين متناقصين يلعبون خارج حدودهم، مما يؤدي أحيانًا إلى التوفيق بين الاختيارات الأولمبية.
| الخصم                       | مباريات | فوز | تعادل | هزيمة | له | عليه | الفارق |
| --------------------------- | ------- | --- | ----- | ----- | -- | ---- | ------ |
| الجزائر                     | 1       | 0   | 1     | 0     | 1  | 1    | 0      |
| أنغولا                      | 2       | 1   | 1     | 0     | 4  | 1    | +3     |
| جمهورية الكونغو الديمقراطية | 1       | 1   | 0     | 0     | 1  | 0    | +1     |
| غينيا                       | 1       | 0   | 1     | 0     | 2  | 2    | 0      |
| ليبيا                       | 6       | 3   | 2     | 1     | 6  | 4    | +2     |
| مالي                        | 1       | 0   | 0     | 1     | 1  | 2    | –1     |
| المغرب                      | 6       | 0   | 4     | 2     | 6  | 8    | –2     |
| النيجر                      | 1       | 1   | 0     | 0     | 5  | 0    | +5     |
| نيجيريا                     | 1       | 0   | 1     | 0     | 1  | 1    | 0      |
| رواندا                      | 1       | 1   | 0     | 0     | 3  | 1    | +2     |
| السنغال                     | 1       | 1   | 0     | 0     | 2  | 0    | +2     |
| المجموع                     | 22      | 8   | 10    | 4     | 32 | 20   | +8     |

### الهدافون
- أحمد العكايشي: 4 أهداف
- سعد بقير: 4 أهداف
- سلامة القصداوي: 3 أهداف
- زهير الذوادي: 3 أهداف
- أنيس بدري: 3 أهداف
- أسامة الدراجي: 2 أهداف

## التصفيات الجارية

### تصفيات بطولة أمم أفريقيا للمحليين 2020
| الفريق الأول | إجم. | الفريق الثاني | مباراة الذهاب | مباراة الإياب |
| ------------ | ---- | ------------- | ------------- | ------------- |
| تونس         | 3–1  | ليبيا         | 1–0           | 2–1           |

### النتائج
| 21 سيتمبر 2019 تصفيات بطولة أمم أفريقيا للمحليين 2020 | تونس     | 1–0   | ليبيا | رادس، تونس                                                    |
| 19:15 ت ع م+1                                         | بدري 55' | تقرير |       | الملعب: الملعب الأولمبي برادس الحكم: عبد الرزاق عرب (الجزائر) |

| 20 أكتوبر 2019 تصفيات بطولة أمم أفريقيا للمحليين 2020 | ليبيا            | 1–2   | تونس          | سلا، المغرب                                         |
| 17:00 ت ع م+1                                         | مكسي 70' (ركلة.) | تقرير | بدري 13'، 89' | الملعب: ملعب أبو بكر عمار الحكم: مودو جالو (غامبيا) |

## الجهاز الفني

### المدربون
| المدرب          | الدولة   | الفترة    | أهم النتائج                                        |
| --------------- | -------- | --------- | -------------------------------------------------- |
| هومبيرتو كويلهو | البرتغال | 2008–2009 | بطولة أمم أفريقيا للمحليين 2009 – لم يتأهل         |
| سامي الطرابلسي  | تونس     | 2010–2013 | بطولة أمم أفريقيا للمحليين 2011 – البطل            |
| نبيل معلول      | تونس     | 2013      | بطولة أمم أفريقيا للمحليين 2014 – لم يتأهل         |
| حاتم الميساوي   | تونس     | 2016      | بطولة أمم أفريقيا للمحليين 2016 – الربع النهائي    |
| منذر الكبير     | تونس     | 2019–     | بطولة أمم أفريقيا للمحليين 2020 – انسحب بعد التأهل |

## التشكيلات

### بطولة أمم أفريقيا للمحليين 2011
- المدرب: سامي الطرابلسي
- أيمن المثلوثي
- أحمد العكايشي
- وليد الهيشري
- سيف الله حسني
- أيمن عبد النور
- فاتح الغربي
- يوسف المساكني
- خالد القربي
- لمجد الشهودي
- أسامة الدراجي
- زهير الذوادي
- مجدي تراوي
- سلامة القصداوي
- حمزة يونس
- وسام بن يحيى
- فاروق بن مصطفى
- إيهاب المباركي
- شادي الهمامي
- عادل الشاذلي
- حاتم بجاوي
- ماهر حداد
- رامي الجريدي
- خالد السويسي

### بطولة أمم إفريقيا للمحليين 2016
- المدرب: حاتم الميساوي
- رامي الجريدي
- إيهاب المباركي
- سليمان كشك
- زياد بوغطاس
- علي المشاني
- ياسين مرياح
- مروان تاج
- عبد القادر الوسلاتي
- أحمد العكايشي
- إيهاب المساكني
- آدم رجايبي
- علي معلول
- كريم العواضي
- محمد أمين بن عمر
- محمد علي منصر
- محمد الجبالي
- حمزة المثلوثي
- سعد بقير
- هشام الصيفي
- سيف الدين الجزيري
- زياد الدربالي
- علي الجمل
- أحمد حسني

المفتاح:
- قائد
- حارس مرمى

## مواضيع ذات صلة
- الجامعة التونسية لكرة القدم
- منتخب تونس لكرة القدم
- منتخب تونس لكرة القدم للمحليين
- منتخب تونس الأولمبي لكرة القدم
- منتخب تونس تحت 20 سنة لكرة القدم
- منتخب تونس تحت 17 سنة لكرة القدم
- منتخب تونس تحت 15 سنة لكرة القدم
- مشاركات تونس في كأس العالم
- مشاركات تونس في كأس الأمم الافريقية
- مشاركات تونس في بطولة أمم أفريقيا للمحليين